# Cayubabes
Els cayubabes són una ètnia ameríndia de l'Amazònia de Bolívia establerta a en el municipi d'Exaltación a la província de Yacuma al departament de Beni.
Des de la promulgació del decret suprem Núm. 25894 l'11 de setembre de 2000 el cayubaba és una de les llengües indígenes oficials de Bolívia, el que va ser inclòs en la Constitució Política en ser promulgada el 7 de febrer de 2009.
El primer a establir contacte amb els cayubabes va ser el sacerdot missioner jesuïta P. Agustín Zapata en 1693. Durant aquesta primera visita al territori cayubaba Zapata va poder veure set pobles, dels quals sis tenien aproximadament 1800 habitants i un fins i tot més de 2000. En 1704, durant la colonització espanyola, els cayubabes van ser agrupats en la missió catòlica d'Exaltación de la Santa Cruz, la qual cosa va tenir un fort impacte en la seva cultura. Aquesta missió va ser fundada pel pare Antonio Garriga i posteriorment es van fundar les missions de San Carlos, Concepción i Las Peñas. Al començament del segle xix, quan el geòleg i paleontòleg suec Erland Nordenskiöld va visitar als cayubabas, només quedaven unes 100 persones en el grup que, a part de la seva llengua, conservaven ja molt poc de la seva cultura originària.
Durant la febre del cautxú a fins del segle xix, van ser massivament reclutats com a seringueiros.
Habiten en petites comunitats situades en el territori del municipi d'Exaltació. La seva activitat principal és la caça, també pesquen utilitzant cistelles com a xarxes i tenen una mica de bestiar. Recentment s'estan beneficiant del comerç legal de pells de cocodrils. Posseeixen un territori de propietat col·lectiva.
La població que es va autoreconèixer com cayubaba en el cens bolivià de 2001 va ser de 326 persones, mentre que aquest número va augmentar a 2203 en el cens de 2012.